# Santa (Biankouma)
Santa este o comună din regiunea Dix-Huit Montagnes, Coasta de Fildeș.